# 7857 Lagerros
7857 Lagerros è un asteroide della fascia principale. Scoperto nel 1978, presenta un'orbita caratterizzata da un semiasse maggiore pari a 2,8455807 UA e da un'eccentricità di 0,1666543, inclinata di 12,65048° rispetto all'eclittica.